# Вільям Дженнінгс Браян
Вільям Дженнінгс Браян (англ. William Jennings Bryan; нар. 19 березня 1869, Сейлем, Іллінойс — пом. 26 липня 1925, Дейтон, Теннессі) — американський юрист і політик-демократ, кандидат на посаду президента США у 1896, 1900 і 1908. Державний секретар США при президенті Вудро Вільсоні (1913–1915). З 1891 по 1895 він був членом Палати представників США від 1-го округу штату Небраска.